# Crella pyrula
Crella pyrula är en svampdjursart som först beskrevs av Carter 1876.  Crella pyrula ingår i släktet Crella och familjen Crellidae.
Artens utbredningsområde är havet kring Storbritannien. Inga underarter finns listade i Catalogue of Life.